# لي روبلي
لي روبلي (بالإنجليزية: Le Rubli)‏ هو أحد جبال سلسلة جبال الألب البرنية وجزء من القمة الأم غومفلو يقع في كانتون فود, سويسرا. يبلغ ارتفاع الجبل حوالي 2285 متر، بينما يبلغ ارتفاع نتوء الجبل 251 متر.